# Remain in Light
Remain in Light é o quarto álbum de estúdio da banda norte-americana de rock Talking Heads, lançado em 8 de outubro de 1980 pela Sire Records. As sessões de gravação ocorreram no Compass Point Studios, nas Bahamas, e no Sigma Sound, em Filadélfia, durante julho e agosto do mesmo ano. Foi o último álbum do grupo a ser produzido pelo músico Brian Eno.
Após o lançamento de Fear of Music (1979), os Talking Heads, juntamente com Eno, buscaram meios de afastar a noção de que o quarteto seria um mero veículo para os projetos do vocalista David Byrne. Através da forte influência da música nigeriana, como o multi-instrumentista Fela Kuti, o grupo incorporou conceito de polirritmia, música funk e eletrônica, gravando diversos loops instrumentais. As gravações contaram com a participação de diversos músicos convidados, como o guitarrista e produtor Adrian Belew, a cantora de R&B Nona Hendryx, e o trompetista Jon Hassell.
Durante a produção do disco, Byrne enfrentou um bloqueio criativo, mas logo adotou o estilo lírico do rap primitivo e da literatura acadêmica africana. A arte da capa foi concebida pela baixista Tina Weymouth e o baterista Chris Frantz, auxiliados pelo Instituto de Tecnologia de Massachusetts (MIT). A banda contratou diversos membros adicionais para uma turnê promocional, após o seu fim, a banda entra em um hiato de um ano para que seus membros individuais trabalhem em seus projetos secundários.
Remain in Light recebeu aclamação da crítica musical, principalmente por sua experimentação, inovações rítmicas e uma mescla coerente de diversos gêneros musicais distintos. O álbum alcançou a 19ª posição na tabela musical Billboard 200 dos Estados Unidos, e a 21ª posição na parada britânica de álbuns, além de gerar singles, como "Once in a Lifetime" e "Houses in Motion". Foi nomeado em diversas listas e titulado como um dos maiores álbuns da década de 1980, sendo considerado como a obra-prima dos Talking Heads. Em 2017, a Biblioteca do Congresso dos Estados Unidos atribuiu ao álbum o status de "culturalmente, historicamente ou artisticamente significativo", sendo selecionado para compor o acervo de preservação no Registro Nacional de Gravações.

## Lista de faixas
Todas as faixas escritas e compostas por Talking Heads e Brian Eno, exceto onde indicado. 
| Lado um |                                         |                       |         |  |
| N.º     | Título                                  | Compositor(es)        | Duração |  |
| 1.      | "Born Under Punches (The Heat Goes On)" | David Byrne Brian Eno | 5:49    |  |
| 2.      | "Crosseyed and Painless"                | Byrne Eno             | 4:48    |  |
| 3.      | "The Great Curve"                       |                       | 6:28    |  |

| Lado dois |                      |         |  |
| N.º       | Título               | Duração |  |
| 1.        | "Once in a Lifetime" | 4:19    |  |
| 2.        | "Houses in Motion"   | 4:33    |  |
| 3.        | "Seen and Not Seen"  | 3:25    |  |
| 4.        | "Listening Wind"     | 4:43    |  |
| 5.        | "The Overload"       | 6:25    |  |

| Faixas bônus – Reedição de 2005 |                 |         |  |
| N.º                             | Título          | Duração |  |
| 1.                              | "Fela's Riff"   | 5:19    |  |
| 2.                              | "Unison"        | 4:49    |  |
| 3.                              | "Double Groove" | 4:27    |  |
| 4.                              | "Right Start"   | 4:07    |  |

## Ficha técnica
Talking Heads
- David Byrne – vocais principais, arranjos vocais, teclados, guitarras, baixo elétrico, percussão
- Jerry Harrison – vocais de apoio, teclados, guitarras, percussão
- Tina Weymouth – vocais de apoio, teclados, baixo elétrico, percussão
- Chris Frantz – vocais de apoio, teclados, bateria, percussão

Músicos adicionais
- Brian Eno – vocais, arranjos vocais, teclados, guitarras, baixo elétrico, percussão
- Adrian Belew – guitarras, sintetizadores
- Robert Palmer – percussão
- José Rossy – percussão
- Jon Hassel – trompetes, trompas
- Nona Hendryx – vocais de apoio

Produção sonora
- Brian Eno – produção, mixagem
- Dave Jerden – engenharia de som, mixagem
- David Byrne – mixagem
- John Potoker – assistência de engenharia, mixagem
- Rhett Davies – assistência de engenharia
- Jack Nuber – assistência de engenharia
- Steven Stanley – assistência de engenharia
- Kendall Stubbs – assistência de engenharia
- Greg Calbi – masterização de áudio (em Sterling Sound Studios, Cidade de Nova Iorque)

Produção gráfica
- Tina Weymouth – projeção de arte da capa
- Chris Frantz – projeção de arte da capa
- Walter Bender – assistência de arte da capa
- Scott Fisher – assistência de arte da capa
- Tibor Kalman – produção da arte da capa
- Carol Bokuniewics – produção da arte da capa
- "MIT Architecture Machine Group" - computação gráfica